# Южноиндийски мусанг
Южноиндийският мусанг (Paradoxurus jerdoni) е вид бозайник от семейство Виверови (Viverridae).

## Разпространение и местообитание
Разпространен е в Индия.